# Purvis
Purvis település az Amerikai Egyesült Államok Mississippi államában, Lamar megyében, melynek megyeszékhelye is. Lakosainak száma 1909 fő (2020. április 1.).

## Népesség
A település népességének változása:

| 2010 | 2 175 |
| 2020 | 1 909 |